# Lodewijk van Toulon
Lodewijk van Toulon (Gouda, 17 augustus 1767 - Utrecht, 5 januari 1840) was onder andere burgemeester van Gouda, voorzitter van de Tweede Kamer der Staten-Generaal en gouverneur van Utrecht.
Van Toulon werd geboren als zoon van de Goudse burgemeester Martinus van Toulon en Adriana Maria van Eijck. Na zijn opleiding aan de Latijnse School studeerde hij Romeins- en hedendaags recht en promoveerde al op jeugdige leeftijd in 1786 te Utrecht. Hij trouwde op 1 februari 1792 te 's-Gravenhage met Johanna van Nispen.
Na zijn studie vervulde hij tal van ambtelijke en bestuurlijke functies in de Republiek der Zeven Verenigde Nederlanden, de Bataafse Republiek, het Bataafs Gemenebest, het Koninkrijk Holland, het Eerste Franse Keizerrijk en het Koninkrijk der Nederlanden.

Na de inlijving van Nederland door Frankrijk werd hij van 1811 tot 1813 lid van het Hof van Cassatie in Parijs.
In 1814 werd hij door de Engelsen gevangengenomen in Zeeland, maar hij kon daarna zijn bestuurlijke carrière toch weer voortzetten. Van 1815 tot 1831 was hij burgemeester van Gouda en hij combineerde deze functie vanaf 1819 tot 1831 met het lidmaatschap van de Tweede Kamer, waarvan hij van 1830 tot 1831 voorzitter was. In 1831 werd hij gouverneur van de provincie Utrecht, welke functie hij tot zijn overlijden in 1840 vervulde.

## Westhaven 52

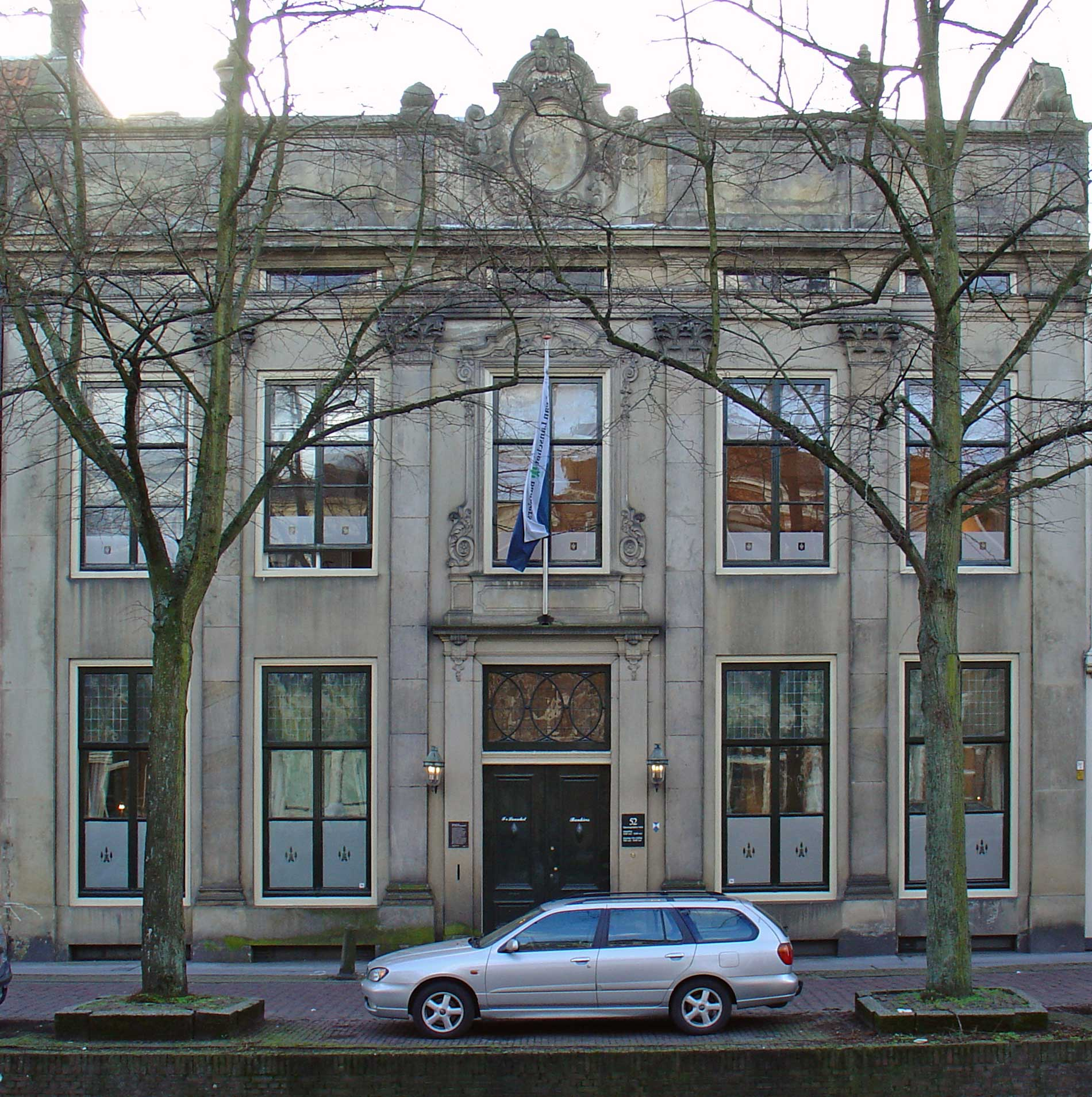
De woning van Toulon aan de Westhaven te Gouda

Lodewijk van Toulon behoorde in 1832 tot de twintig eigenaren met het hoogste belastbare inkomen in Gouda (achttiende plaats); hij behoorde ook tot de twintig eigenaren met het hoogste belastbare inkomen voor huizenbezit (veertiende plaats - 2 huizen) en tot de twintig eigenaren met het hoogste belastbare inkomen voor gebouwd bezit (zestiende plaats).
In Gouda woonde hij vanaf 1816 in het huis van de patriot De Lange van Wijngaerden aan de Westhaven, dat hij van hem huurde. Na diens overlijden in 1820 kocht hij de woning in 1821 en woonde er tot zijn vertrek naar Utrecht. In dit huis werd de bruiloft van zijn dochter, de schilderes Martina Adriana Maria van Toulon, met Gerard Beeldsnijder gevierd.
- Biografisch Portaal: 22752520
- Digitale Bibliotheek voor de Nederlandse Letteren: toul002
- International Standard Name Identifier: 0000 0003 8975 6631
- Nederlandse Thesaurus van Auteursnamen: 070036780
- Parlement.com: vg09llsr6hx5
- Virtual International Authority File: 283222267
- WorldCat: E39PBJqbmGHdQqyBQW3d8byTpP